# Грејам (Северна Каролина)
Грејам (енгл. Graham) је град у америчкој савезној држави Северна Каролина.

## Демографија
По попису из 2010. године број становника је 14.153, што је 1.32 (10,3%) становника више него 2000. године.
| Група             | 2000.         | 2010.         |
| Белци             | 8.530 (66,5%) | 8.241 (58,2%) |
| Афроамериканци    | 2.777 (21,6%) | 3.229 (22,8%) |
| Азијати           | 94 (0,7%)     | 179 (1,3%)    |
| Хиспаноамериканци | 1.301 (10,1%) | 2.229 (15,7%) |
| Укупно            | 12.833        | 14.153        |